# Linton (Dakota Północna)
Linton – miasto w Stanach Zjednoczonych, w stanie Dakota Północna, stolica hrabstwa Emmons. W 2008 liczyło 1 042 mieszkańców.